# أغورمي (قرية)
قرية أغورمي هي إحدى القرى التابعة لمركز سيوة في محافظة مطروح في جمهورية مصر العربية. حسب إحصاءات سنة 2018، بلغ إجمالي السكان في أغورمي 2,249 نسمة، منهم 1,134 رجل و 1,115 امرأة.